# 元加治駅
元加治駅（もとかじえき）は、埼玉県入間市野田にある、西武鉄道池袋線の駅である。駅番号はSI25。
敷地は入間市と飯能市にまたがっている。

## 歴史
前身は1918年開業の加治荷扱所（貨物駅）で、1926年に旅客も扱う一般駅として営業を開始した。西武鉄道の会社要覧では旅客営業を開始した1926年4月3日を開業日としている。
なお、昭和2年版の鉄道省『鉄道停車場一覧』では荷扱所として開業した1918年11月12日を開業日としている。また、「地方鉄道駅設置並駅名改称」『官報』1926年4月6日（国立国会図書館デジタル化資料）では元加治駅営業開始を武蔵藤沢駅と「同時に」としている（武蔵藤沢駅の開業日は1926年4月1日である）。

### 年表
- 1918年（大正7年）11月12日：加治荷扱所開業[3]。
- 1919年（大正8年）9月15日：岩沢荷扱所に改称[4]。
- 1926年（大正15年）4月3日：荷扱所から一般駅に変更して元加治駅開業[1]
- 1990年（平成2年）6月9日：新駅舎使用開始[5]。
- 1999年（平成11年）1月21日：無人駅化。飯能駅で管理していた。2009年に再び有人駅化されるまで西武鉄道の中で、また東京地下鉄（東京メトロ）の車両が停車する唯一の無人駅だった。
- 2009年（平成21年）8月16日：再び有人駅化。各種割引きっぷの発売も開始した。一部の駅業務は飯能駅で行われている。
- 2010年（平成22年）
  - 2月2日：お客様案内カウンターと多機能トイレの使用を開始。改修工事をしていたトイレが使用開始となり、北口改札付近（現在地）に移動[6]。
  - 2月10日：跨線橋部分のエレベーターの供用を開始。一連のバリアフリー化工事が終了[6]。
- 2024年（令和6年）4月1日：駅係員によるインターホンでご案内する遠隔対応駅へ変更するとともに、窓口での切符等の販売を終了[7][8]。

## 駅構造
島式ホーム1面2線を有する地上駅。無人駅時代は、インターフォンで隣の飯能駅の駅員と会話ができるようになっていた。かつては駅の南側に貨物ホームがあった。
駅舎は線路の北側に立地し、改札横にはお客様案内カウンターが設置されている。トイレは駅舎内にあり、多機能トイレを併設する。駅舎とホームとの間は跨線橋で連絡しており、エレベーターも設置されている。

### のりば
| ホーム | 路線   | 方向 | 行先                               |
| ------ | ------ | ---- | ---------------------------------- |
| 1      | 池袋線 | 上り | 所沢・池袋・新木場・渋谷・横浜方面 |
| 2      | 池袋線 | 下り | 飯能・西武秩父方面                 |

（出典：西武鉄道:駅構内図）
副都心線直通列車は2013年3月16日実施のダイヤ改正で、日中は当駅に停車しなくなった。このため、日中時間帯に当駅から副都心線方面へ乗降する場合は、途中の小手指駅などで乗換える必要があり、該当する列車には接近時に流れる放送でその旨が伝えられる。
なお、該当する時間帯には副都心線経由東急東横線・みなとみらい線直通の快速急行が運転されているが、当駅に停車する列車は全て西武線池袋駅発着のみである。

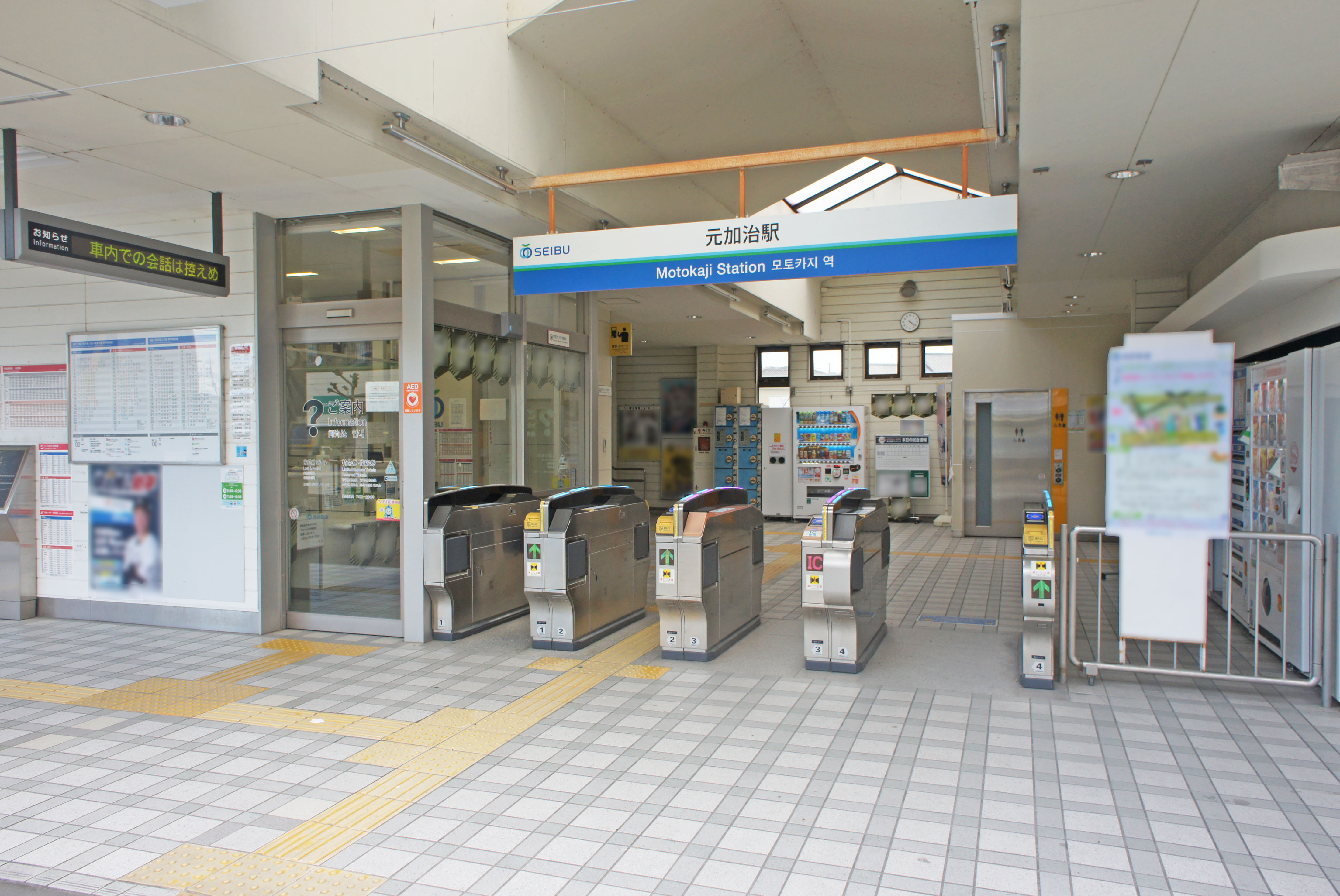
改札口（2022年7月）
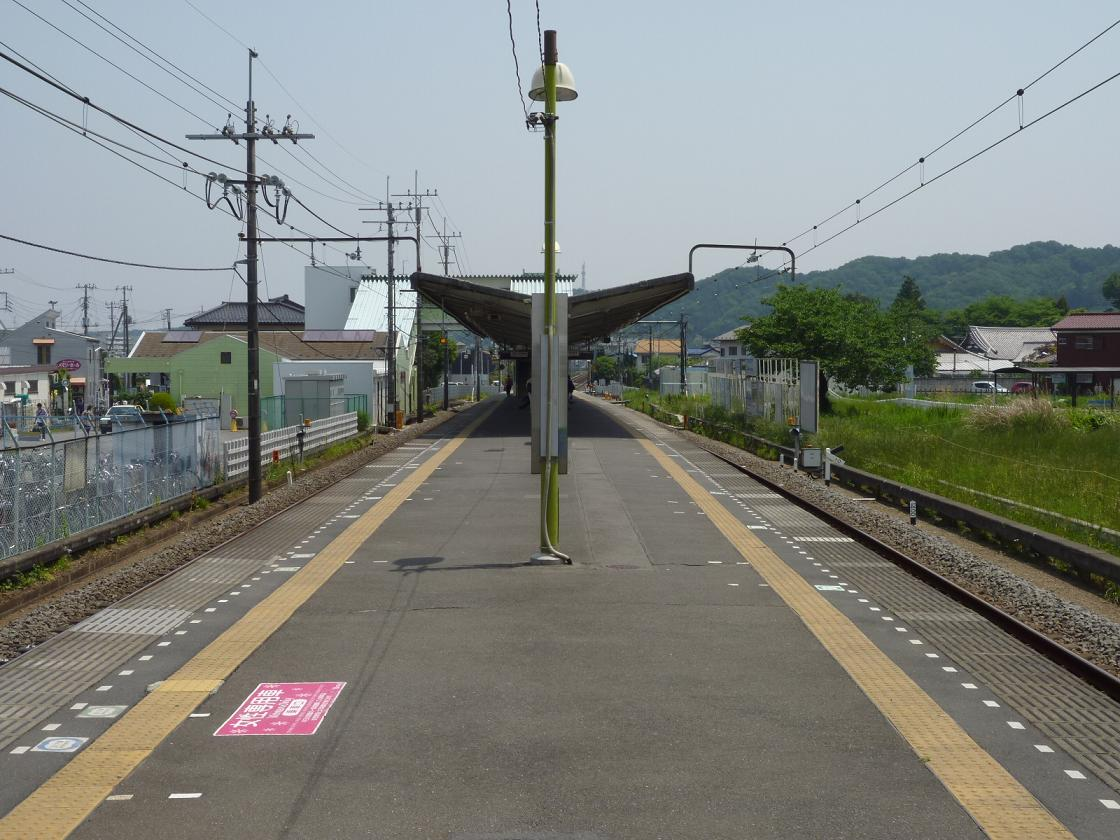
ホーム（2011年5月）

## 利用状況
2024年（令和6年）度の1日平均乗降人員は7,276人であり、西武鉄道全92駅中73位。
近年の1日平均乗降人員および乗車人員の推移は下記の通り。
| 年度               | 1日平均 乗降人員 | 1日平均 乗車人員 | 出典     |
| ------------------ | ---------------- | ---------------- | -------- |
| 1990年（平成02年） | 5,713            | 2,863            |          |
| 1991年（平成03年） | 5,908            | 2,965            |          |
| 1992年（平成04年） | 6,052            | 3,027            |          |
| 1993年（平成05年） | 6,275            | 3,143            |          |
| 1994年（平成06年） | 6,473            | 3,266            |          |
| 1995年（平成07年） | 6,725            | 3,401            |          |
| 1996年（平成08年） | 6,791            | 3,418            |          |
| 1997年（平成09年） | 6,850            | 3,436            |          |
| 1998年（平成10年） | 6,889            | 3,427            |          |
| 1999年（平成11年） | 6,791            | 3,368            | [ * 1 ]  |
| 2000年（平成12年） | 6,735            | 3,329            | [ * 2 ]  |
| 2001年（平成13年） | 6,766            | 3,367            | [ * 3 ]  |
| 2002年（平成14年） | 6,680            | 3,346            | [ * 4 ]  |
| 2003年（平成15年） | 6,687            | 3,342            | [ * 5 ]  |
| 2004年（平成16年） | 6,513            | 3,259            | [ * 6 ]  |
| 2005年（平成17年） | 6,527            | 3,270            | [ * 7 ]  |
| 2006年（平成18年） | 6,727            | 3,375            | [ * 8 ]  |
| 2007年（平成19年） | 6,736            | 3,384            | [ * 9 ]  |
| 2008年（平成20年） | 6,805            | 3,422            | [ * 10 ] |
| 2009年（平成21年） | 6,951            | 3,483            | [ * 11 ] |
| 2010年（平成22年） | 6,784            | 3,441            | [ * 12 ] |
| 2011年（平成23年） | 6,890            | 3,471            | [ * 13 ] |
| 2012年（平成24年） | 6,940            | 3,503            | [ * 14 ] |
| 2013年（平成25年） | 6,974            | 3,535            | [ * 15 ] |
| 2014年（平成26年） | 6,828            | 3,455            | [ * 16 ] |
| 2015年（平成27年） | 6,794            | 3,438            | [ * 17 ] |
| 2016年（平成28年） | 6,890            | 3,491            | [ * 18 ] |
| 2017年（平成29年） | 7,012            | 3,542            | [ * 19 ] |
| 2018年（平成30年） | 7,120            | 3,594            | [ * 20 ] |
| 2019年（令和元年） | 7,035            | 3,547            | [ * 21 ] |
| 2020年（令和02年） | 4,610            | 2,326            | [ * 22 ] |
| 2021年（令和03年） | 5,415            |                  |          |
| 2022年（令和04年） | 6,373            |                  |          |
| 2023年（令和05年） | 6,925            |                  |          |
| 2024年（令和06年） | 7,276            |                  |          |

池袋線の急行停車駅としては利用者数が最少である。2009年度までは東久留米駅と同様に微増傾向が続いていた。2009年度統計では、所沢 - 飯能間の駅では当駅のみ唯一増加している。

## 駅周辺

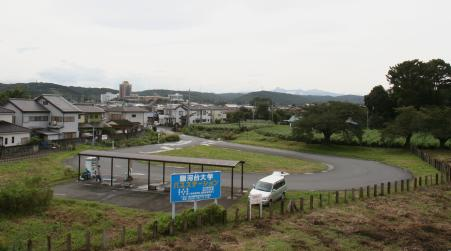
跨線橋から駿河台大学のバス乗り場を見る

- 民間交番「防犯パトロールステーション」 - 入間市内の自治会や防犯関係諸団体の拠点として設けられた公共施設。
- 駿河台大学 - 当駅と飯能駅からスクールバスが運行されている。駅南側に、同大学専用のバス乗り場がある。バス乗り場までは駅北側の改札を出てから所沢方面の踏切までぐるっと回って移動する必要がある。
- 円照寺 - 1205年から、駅のすぐ南側の入間川左岸上にある。国指定重要文化財の板碑を所蔵する。
- 阿須運動公園（飯能市民球場を含む）
- トーベ・ヤンソンあけぼの子どもの森公園
- カインズ飯能店
- 入間川橋梁 - 隣には単線時代に使用していた旧入間川橋梁がある。西武鉄道で一番長い橋梁（延長169.9m）である[14]。
- 飯能岩沢郵便局
- 飯能信用金庫 加治支店
- 駿河台大学のバス乗り場付近から入間川まで、かつて砂利運搬用の引き込み線（岩沢側線）が伸びていた[15]。廃線跡は道路になっている。

## 隣の駅
西武鉄道

 池袋線
■快速急行
通過
■急行・■通勤急行・■快速・■準急・■各駅停車（通勤急行は上りのみ運転）
仏子駅 (SI24) - 元加治駅 (SI25) - 飯能駅 (SI26)